# Kami-sama ni Natta Hi
Kami-sama ni natta Hi (神様になった日 "Ngày mà tôi trở thành vị thần") là một bộ anime truyền hình Nhật Bản năm 2020 do P.A.Works và Aniplex phối hợp sản xuất, chính thức bắt đầu công chiếu từ ngày 11 tháng 10 năm 2020. Bộ phim được đạo diễn bởi Asai Yoshiyuki. Ý tưởng và kịch bản phim do Maeda Jun chấp bút, với tạo hình nhân vật được Na-Ga thiết kế. Kami-sama ni natta Hi là dự án anime nguyên tác thứ ba của thương hiệu phát triển visual novel Key, tiếp sau Angel Beats! năm 2010 và Charlotte năm 2015.

## Cốt truyện
Trong khi đang chuẩn bị cho kỳ thi tốt nghiệp sắp tới vào năm cuối trung học, chàng trai Yōta đã gặp một cô gái bí ẩn tên Hina, người tuyên bố bản thân là một nữ thần tên "Odin". Cô nói với Yōta rằng thế giới sẽ kết thúc sau 30 ngày nữa nhưng anh vẫn hoài nghi, mặc dù cô đã đưa ra nhiều dự đoán chính xác. Câu chuyện của bộ phim xoay quanh việc Hina hỗ trợ Yōta khi anh giúp đỡ mọi người xung quanh thị trấn, đồng thời Yōta cũng giúp cho Hina thích nghi với cuộc sống mới. Khi dành nhiều thời gian hơn cho Hina, Yōta bắt đầu khám phá ra nhiều bí mật hơn về cuộc sống của cô và cách cô trở thành "thần". Trong khi đó, anh cũng phải tìm cách bảo vệ Hina khỏi một tổ chức bí ẩn muốn có được sức mạnh của cô.

## Nhân vật
Satō Hina (佐藤 ひな)
Lồng tiếng bởi: Sakura Ayane
Một cô gái luôn đeo mạng che tóc và tuyên bố rằng thế giới sẽ kết thúc sau 30 ngày nữa. Hina có một mối liên hệ phức tạp liên quan đến họ của mình do độ phổ biến của nó, cũng như nhận thấy rằng Yōta, gia đình và bạn bè của cậu ấy đều có họ tên liên quan đến các vị thần. Hina thích được gọi là "Odin". Gia đình Narukami cho rằng cô là họ hàng xa và nhận cô vào nhà bất chấp sự phản đối của Yōta. Cô thích thức ăn mặc dù tuyên bố rằng các vị thần không cần thức ăn, ngoài ra cô cũng rất thích trò chơi điện tử. Hina luôn cố gắng giúp đỡ Yōta tỏ tình với Kyōko bằng cách sử dụng trí tuệ của mình. Sau đó, sự thật được tiết lộ rằng Hina đã bị bỏ rơi bởi bố mẹ ruột của mình do bản thân mắc "Hội chứng Logos" khiến cho cô yếu ớt và tàn tật khi còn nhỏ. Ông của Hina, một nhà nghiên cứu kiêm cố vấn của gia đình Narukami, đã phát triển một máy tính lượng tử siêu nhỏ và cấy nó vào đầu cô để bù đắp những khiếm khuyết trên cơ thể. Điều này đã giúp cho Hina phục hồi khả năng thể chất, thậm chí còn mở rộng được khả năng "giống như thần".
Narukami Yōta (成神 陽太)
Lồng tiếng bởi: Hanae Natsuki
Một học sinh trung học bất ngờ gặp gỡ Hina khi đang chơi bóng rổ vào một ngày nọ. Cậu tỏ ra nghi ngờ, dè dặt về việc Hina tuyên bố thế giới sẽ kết thúc sau 30 ngày nhưng vẫn quyết định chăm sóc cô ấy. Hina sử dụng trí tuệ của mình để hỗ trợ cho mục tiêu của Yōta là thu hút sự chú ý từ Kyōko, người bạn thời thơ ấu của Yōta. Điều này đã dẫn họ đến việc giúp đỡ nhà hàng ramen đang kinh doanh thất bại của Jingūji và tham gia một giải đấu mạt chược. Họ của cậu có nghĩa là "Thần Mặt trời". Yōta luôn quan tâm đến em gái Sora của mình và có tình cảm đặc biệt đối với Kyōko. Sự dè dặt lúc đầu của cậu đối với Hina dần dần trở thành sự quan tâm.
Izanami Kyōko (伊座並 杏子)
Lồng tiếng bởi: Ishikawa Yui
Bạn thời thơ ấu của Yōta. Do mẹ của Kyōko qua đời từ khi còn nhỏ, cô ấy có một tính cách rất bình tĩnh, điềm đạm và thụ động. Mặc dù vậy, Kyōko lúc lớn rất thông minh và xinh đẹp, điều đó khiến cho cô ấy trở nên cực kỳ nổi tiếng với các chàng trai khác. Do tính cách của bản thân, cô thường từ chối những lời đề nghị của Yōta mà không chút đắn đo, suy nghĩ. Kyōko chơi piano rất giỏi, thích xem bóng chày và có vẻ luôn tin rằng Hina đang nói sự thật.
Kokuhō Ashura (国宝 阿修羅)
Lồng tiếng bởi: Kimura Ryōhei
Bạn thân của Yōta.
Narukami Sora (成神 空)
Lồng tiếng bởi: Kuwahara Yūki
Em gái của Yōta. Sora là một phần của câu lạc bộ điện ảnh và trông giống như tiền bối Jingūji Hikari của mình. Ban đầu Sora không thích Hina vì nghĩ rằng cô ấy rất kỳ quặc. Sora là người cứng đầu nhưng rất chu đáo, đặt mục tiêu cho bản thân là thực hiện một bộ phim của riêng mình.
Suzuki Hiroto (鈴木 央人)
Lồng tiếng bởi: Shigematsu Chiharu
Một cậu bé bí ẩn với mái tóc bạch kim. Hiroto trẻ hơn Yōta nhưng là một hacker thiên tài. Cậu thường sử dụng một bộ găng tay và kẹp tóc đặc biệt để kết nối giao diện với nhiều thiết bị và mạng khác nhau. Hiroto làm việc cho CEO và trợ lý của mình trong các kế hoạch của cô ấy.
Jingūji Hikari (神宮司 ひかり)
Lồng tiếng bởi: Terui Haruka
Tiền bối của Sora và là một cựu sinh viên của câu lạc bộ điện ảnh ở trường cô ấy. Hikari làm việc tại một cửa hàng ramen đang kinh doanh thất bại có tên là Ramen Heavenward để trả một khoản nợ lớn. Cô ấy rất quan tâm đối với cả Yōta và Ashura.
Tengan Kako (天願 賀子)
Lồng tiếng bởi: Shimamura Yū
Một luật sư rất nổi tiếng, là người mà Yōta vô cùng ngưỡng mộ. Kako có niềm đam mê tột độ với trò chơi mạt chược và tổ chức các giải đấu cho nó. Cô gặp gỡ Yōta sau khi Hina giúp anh chiến thắng trong một giải đấu mạt chược.
CEO
Lồng tiếng bởi: Inoue Kikuko
Một người phụ nữ lớn tuổi bí ẩn làm việc với Hiroto nhằm khám phá sự thật đằng sau hành động bí ẩn của một nhà khoa học trước khi chết. Mặc dù thái độ có vẻ lạnh lùng, cô ấy luôn thể hiện tình cảm như một người mẹ đối với Hiroto.
Oguma Raita (尾熊 雷太)
Lồng tiếng bởi: Matsuda Kenichirō
Người giám sát của Hiroto và làm việc cho CEO.
Narukami Tokiko (成神 時子)
Lồng tiếng bởi: Yuzuki Ryoka
Mẹ của Yōta và Sora. Cô cởi mở chào đón Hina vào nhà khi Yōta mang cô ấy đến.
Narukami Daichi (成神 大地)
Lồng tiếng bởi: Shingaki Tarusuke
Bố của Yōta và Sora.

## Phương tiện truyền thông

### Anime
Bộ anime truyền hình Kami-sama ni natta Hi (''Ngày mà tôi trở thành vị thần'') là dự án anime nguyên tác thứ ba được P.A.Works và Aniplex đồng phối hợp sản xuất, nối tiếp sau Angel Beats! (2010) và Charlotte (2015). Vào ngày 19 tháng 4 năm 2019, nhà sản xuất của P.A.Works, Tsuji Mitsuhito, bày tỏ mong muốn được làm việc trong một dự án anime nguyên tác mới với Maeda Jun và Na-Ga (cả hai đều là nhân viên của thương hiệu phát triển visual novel Key).
Ngày 26 tháng 11 năm 2019, công ty Key đã đăng tải trên Twitter rằng họ đã có tám dự án giới thiệu cho lễ kỷ niệm 21 năm thành lập, bao gồm dự án phim OVA của Planetarian: Snow Globe, anime chuyển thể của Kud Wafter, trò chơi điện tử của Maeda's Heaven Burns Red, một visual novel không tên và bốn dự án bí mật. Đến ngày 1 tháng 4 năm 2020, tài khoản Twitter chính thức của Angel Beats! và Charlotte đăng tải rằng một dự án vào năm 2020 sẽ được tiết lộ.
Ngày 10 tháng 5 năm 2020, ba công ty Key, P.A.Works và Aniplex đã tổ chức một buổi truyền phát trực tiếp trên Niconico, chính thức công bố dự án anime mang tên Kami-sama ni natta Hi. Buổi phát sóng tiết lộ rằng ý tưởng và kịch bản phim sẽ do Maeda Jun chấp bút, còn tạo hình nhân vật sẽ do Na-Ga thiết kế. Bộ phim được dự kiến ra mắt vào tháng 10 năm 2020. P.A.Works cũng đã tweet rằng dự án này được phát triển trong "một khoảng thời gian" và phần lồng tiếng đã được thu âm từ trước. Đến ngày 25 tháng 5 năm 2020, một "chương trình mở đầu" đặc biệt được phát sóng trên Tokyo MX, tiết lộ rằng Sakura Ayane sẽ lồng tiếng cho nhân vật Hina cũng như tiết lộ đạo diễn Asai Yoshiyuki của Charlotte sẽ trở lại với vai trò chỉ đạo sản xuất bộ phim.
Vào ngày 25 tháng 7 năm 2020, một buổi truyền phát trực tiếp thứ hai đã được tổ chức, tiết lộ video quảng cáo đầy đủ đầu tiên, đồng thời tiết lộ thêm dàn nhân sự và diễn viên lồng tiếng, trong đó Manabu Nii đảm nhận vai trò thiết kế nhân vật, Maeda Jun và Manyo cùng đảm nhận sáng tác nhạc cho bộ phim. Buổi phát sóng cũng giới thiệu video quảng cáo thứ hai được phát hành vào tháng 9 năm 2020.
Yanagi Nagi, người hợp tác với Maeda Jun, biểu diễn bài hát chủ đề mở đầu "Kimi to iu Shinwa" (君という神話 "Thần thoại gọi là em"), cũng như bài hát chủ đề kết thúc "Goodbye Seven Seas".
Kami-sama ni natta Hi chính thức được công chiếu vào ngày 11 tháng 10 năm 2020 trên Tokyo MX, BS11, GTV, GYT, ABC, Mētele và các kênh khác. Nó cũng được phát sóng trên BBT, BSS, NCC, tvk và AT-X. Bộ phim có tổng cộng 12 tập, ngoài ra còn có 6 đĩa Blu-ray và DVD sẽ được phát hành từ ngày 23 tháng 12 năm 2020 đến ngày 26 tháng 5 năm 2021 tại Nhật Bản. Funimation là đơn vị cấp phép bản quyền cho bộ phim, đã phát trực tuyến bộ phim trên trang web của họ ở Bắc Mỹ, quần đảo Anh, Mỹ Latinh, trên AnimeLab ở Úc, New Zealand và trên Wakanim ở Châu Âu. Ngày 30 tháng 10 năm 2020, Funimation thông báo rằng bộ phim sẽ có phiên bản lồng tiếng Anh, khởi chiếu kể từ ngày hôm sau. Bộ phim được Muse Communication ở Đông Nam Á mua bản quyền và đang phát sóng trực tuyến trên ứng dụng iQIYI.

### Manga
Phiên bản manga của tác phẩm, minh họa bởi Zen và có tiêu đề cùng tên, bắt đầu tuần tự trong website của Kadokawa Corporation's ComicWalker và Niconico Seiga kể từ ngày 14 tháng 11 năm 2020 thông qua Dengeki G's Magazine.